# ノリス・ウェストイック
ノリス・ウェストイックは、日本のテーブルトークRPGリプレイ作品、新ソード・ワールドRPGリプレイに登場するプレイヤー・キャラクター。

## 人物
祈祷や占い、薬の調合などで生計を立ててきた呪術士（ウィッチドクター）の家系出身の盗賊の少年。オーファン王国の首都ファンを拠点に活躍する冒険者「へっぽこーず」の一員。血筋の為、精霊使いとしての力も持ち、精霊魔法を操るが、あまり鍛えてはおらず、もっぱら盗賊技能の補助にとどまっている。
家族は両親と父方の祖母の3人。父ゼクスは精霊使いとして冒険に出ていた時期があり、その時ファンを目指して旅をしていたマウナと知り合っている。祖母のメリーヌは口では厳しい事を言いつつもノリスのことを可愛がっており、ノリスも「おばあちゃま」といってなついている。母親は登場していないが、ノリスやメリーヌのセリフによると、教育方針の違いでよくメリーヌともめているらしい。15歳になって成人したのを機に、父親に「一旗上げて来い」と家を追い出され、冒険者になる。しかし、冒険者の店での第一声が「冒険者ください!」であったため、まともに相手をしてもらえなかったところ、同じく初心者であったイリーナとヒースに拾われた。
性格はお気楽で楽天的、母親に甘やかされて育ったことから甘えん坊な面もある。難しい事を考えず、ノリや気分で行動する天性のトラブルメーカー。その様子はいたずら小僧という表現がふさわしい。盗賊の技能判定で重要な能力値である器用度・敏捷度・知力のなかで、器用度の18以外は、全て平均値（人間では14）を下回っており、盗賊としてもさほど素質に恵まれていない。特に知力は10と低く、同じく知力10であるパーティ仲間のイリーナとは「知力10同盟」を結んでいる。こうした能力値の低さに加えて、思慮の浅い行動、サイコロ運の悪さによって、最初の頃は、仕掛けられた罠に気付かず、情報収集もおぼつかない、とパーティきってのへっぽこぶりを示した。このため仲間であるガルガドやヒースからは、クソガキ呼ばわりされ、半ば本気でパーティから放逐する相談をされる事もあるなど、ぞんざいな扱いを受けたが、本人はまるで気にしておらず、ガルガドの説教も楽しんで受けているようなふしがある。ガルガドのほうもなんだかんだ言いつつ放って置かず、ヒースも彼と一緒に悪ふざけをすることもあり、根本的なところでは仲がいい。
リプレイ第3巻で、ウェイトレスの格好をした女装をし「ノリーナ」と名乗る。これ以降、女装が彼の特技となり、リプレイおよび小説版でもしばしば披露して見せた。その姿はヒースがうっかり惚れかけ、エルフ耳でない相手に興味を持たないはずのエキューをして「これで耳が尖っていたら…完璧？」と言わしめ、さらにエルフ耳バージョンを披露してエキューを大いに惑わせた。挿絵を担当した浜田よしかづも、この女装を理由に、彼を一番のお気に入りと公言している。
リプレイ第4巻のラストで死亡するが復活。その直後の冒険を描いた短編小説で、仲間達に頼りすぎる自分の甘さを自覚し、一人旅に出たところ、追ってきたガルガドと二人で各地をめぐる。途中ある陰謀に巻き込まれ、猫と身体を入れ替えられてしまった。仲間達の努力の甲斐あって無事元に戻り、それを機にパーティに復帰する。お目付け役付とはいえ、パーティを離れてから、かなりの成長をしていたが、今までの流れなのか、扱いはややぞんざいであり、猫の姿でいたほうが待遇がいいとまで言われた。猫に体を入れ替えられていた間、乗っ取られた本体の方がさまざまな悪事を行ったため、ノリーナ姿でしかファンの街を歩けなくなってしまったが、全くめげていない模様である。